# Bracciano
Bracciano er en italiensk by (og kommune) i regionen Lazio i Italien, med omkring 18.380(2023) indbyggere. 